# John Juchem
Joannes (John) Theodorus Benedictus Juchem (Mortsel, 19 december 1881 - aldaar, 29 maart 1947) was een Belgisch tuinarchitect en politicus voor het Katholiek Verbond van België.

## Levensloop
Hij groeide op in een gezin met vier kinderen. Zijn vader was Wilhelm Juchem, een Duitser die na de Frans-Duitse Oorlog van 1870-'71 naar België was geëmigreerd. Deze had onder meer een bloemenwinkel op de De Keyserlei te Antwerpen en een groot terrein te Mortsel grenzend aan spoorlijn 25 tussen Antwerpen en Brussel. Op dit perceel was W. Juchem, Etablissement d’Horti-culture & Pépinières gevestigd, een kwekerij van bloemen, sierstruiken en bomen.  
Hij liep school aan de tuinbouwschool van Vilvoorde alwaar hij afstudeerde als tuinbouwarchitect. Vervolgens ging hij studeren te Parijs. Hierop volgend werd hij actief in het tuinbouwbedrijf van zijn vader en zette later diens werk verder. In 1907 huwde hij Elisabeth Cassiers en vestigde hij zich in villa James. Samen hadden ze drie kinderen. Uit deze periode stammen de tuinontwerpen van Villa Kortonjo te Eindhoven (1907) in opdracht van de familie Fens en de Franse tuin op het binnenhof van Kasteel de Borrekens te Vorselaar (1911) in opdracht van baron Edouard de Borrekens. 
Tijdens de Eerste Wereldoorlog vluchtte hij met zijn gezin en ouders naar Nederland (alwaar ze achtereenvolgens te Helmond, Gestel, Stratum en Woensel verbleven). Aldaar legde hij verschillende plantsoenen en parken aan - in gemengde stijl met een gardenesk karakter - in de omgeving van Eindhoven. Uit deze periode dateert onder meer het Slotpark-West te Oosterhout (1918). Omstreeks 1919 keerden ze terug naar Mortsel en vestigde hij zich in villa Bloemendal. Kort daarop, in 1923, overleed zijn vrouw en een jaar later (1924) zijn vader. Hierdoor kwam het tuinbouwbedrijf volledig in zijn eigendom. In 1926 huwde hij een tweede maal met Maria Moorkens, met haar had hij één zoon. Omstreeks 1930 ontwierp hij het bloemenuurwerk aan het Leopoldpark te Oostende.
Omstreeks 1921 werd hij politiek actief als afgevaardigde van de Katholieke Vereniging. Ook engageerde hij zich in de Landelijke Gilden te Mortsel waar hij voorzitter van werd, tevens was hij bestuurslid van de Landbouwcomice van Kontich. Bij de provincieraadsverkiezingen van 8 april 1925 werd hij verkozen tot provincieraadslid voor de provincie Antwerpen, een mandaat dat hij uitoefende tot 1929. Bij de gemeenteraadsverkiezingen van 10 oktober 1926 werd hij verkozen tot gemeenteraadslid te Mortsel. Na de provincieraadsverkiezingen van 1932 nam hij ontslag uit deze functie en werd hij vervolgens aangesteld als gedeputeerde van de provincie Antwerpen, een mandaat dat hij uitoefende van 13 december 1932 tot 25 april 1933. In 1938 nam hij deel aan de gemeenteraadsverkiezingen op de katholieke kieslijst, als kandidaat met de meeste voorkeurstemmen werd hij op 3 januari 1939 aangesteld als burgemeester. Dit mandaat oefende hij uit tot 1941, toen tijdens de Duitse bezetting gedurende de Tweede Wereldoorlog Mortsel met Antwerpen, Berchem, Borgerhout, Deurne, een deel van Ekeren, Hoboken, Merksem en Wilrijk fuseerde tot Groot-Antwerpen.
Op 29 maart 1947 overleed hij, kort daarop ging ook het tuinbouwbedrijf in vereffening en werden de gronden verkaveld. In Mortsel herinneren de Floralaan en het John Juchem-wandelpad aan hem.